# توین، ولز
توین (به انگلیسی: Towyn) یک شهرک در ولز است که در شهرستان مستقل کانوی واقع شده‌است. توین ۷٬۸۶۴ نفر جمعیت دارد.